# Daniel Dae Kim
Daniel Dae Kim (* 4. srpna 1968 Pusan), rodným jménem Kim Te-hjon (korejsky: 김대현, anglický přepis: Kim Tae-Hyon) je americko-korejský herec.
Narodil se v Jižní Koreji, po dvou letech se jeho rodina přestěhovala do USA, vyrůstal v Eastonu v Pensylvánii. Vystudoval Freedom High School v Bethlehemu a Haverford College.
Předtím, než hrál v seriálu Ztraceni (přestože celý tento seriál mluví korejsky, ve skutečnosti ovládá jen základy korejštiny), objevoval se především v menších rolích ve sci-fi a fantasy seriálech a filmech.
Je ženatý, má dvě děti.

## Jin-Soo Kwon (Ztraceni)
Jin-Soo Kwon je jedním z přeživších pasažérů z přední části havarovaného letadla společnosti Oceanic. Je jediným zachráněným, který nemluví anglicky, přesto však během svého pobytu na ostrově pochytí pár slov a frází díky své ženě Sun, která angličtinu ovládá. Jejich manželství je vrtkavé po celou dobu jeho trvání a příchod na ostrov na tom nic nezmění.

## Chin Ho Kelly (Hawaii Five-0)
Chin Ho Kelly je hlavní postava kriminálního seriálu Hawaii Five-0. Detektiv poručík Chin Ho Kelly je bývalým Honolulským policistou, který byl svěřencem Stevova otce Johna McGarretta. Bohužel byl falešně obviněn z korupce a proto odešel od policie. Když Steve McGarrett sestavuje svůj tým, nabídne mu práci u speciální jednotky Five-0. Postupem času se odhaluje Chinova nevina a dostane možnost vrátit se k policii, to ovšem nepřijme.

## Filmografie
| Rok  | Název               | Role                  | Poznámky            |
| ---- | ------------------- | --------------------- | ------------------- |
| 1992 | Americký Shaolin    | Gao                   |                     |
| 1997 | Propadlí lásce      | asistent              |                     |
| 1997 | Šakal               | Akashi                |                     |
| 1997 | Space Retro         | Teddy                 |                     |
| 1999 | Hra snů             | doktor na pohotovosti |                     |
| 2001 | Looking for Bobby D | Timmy                 | krátkometrážní film |
| 2001 | Nate The Animals    | Kuong                 |                     |
| 2002 | Superman Must Die   | Bradley               |                     |
| 2003 | Od kolébky do hrobu | expert                |                     |
| 2003 | Hulk                | Aide                  |                     |
| 2003 | Jeď nebo zemři      | Miyako                | video-film          |
| 2003 | Hřích               | Lakorn                |                     |
| 2004 | Spider-Man 2        | Raymond               |                     |
| 2004 | Crash               | Park                  |                     |
| 2005 | Jeskyně             | Alex Kim              |                     |
| 2008 | Zprávy TV Onion     | Ivy Leaguer           |                     |
| 2011 | Aréna               | Taiga                 | video-film          |
| 2013 | Linsanity           | vypravěč              | dokument            |
| 2015 | Ktown Cowboys       | David                 |                     |
| 2015 | Rezistence          | Jack Kang             |                     |
| 2016 | Aliance             | Jack Kang             |                     |
| 2018 | Mirai no mirai      | mladý muž (hlas)      | anglický dabing     |
| 2019 | Hellboy             | Ben Daimio            |                     |
| 2019 | Always Be My Maybe  |                       |                     |

| Rok        | Název                                   | Role                             | Poznámky                                               |
| ---------- | --------------------------------------- | -------------------------------- | ------------------------------------------------------ |
| 1994       | Zákon a pořádek                         | Harry Watanabe                   | díl: „Golden Years“                                    |
| 1994       | All-American Girl                       | Stan                             | díl: „Ratting on Ruthie“                               |
| 1995       | All My Children                         | Dr. Kim                          |                                                        |
| 1997       | Pacifické palisády                      | Kate advokát                     | díl: „Sweet Revenge“                                   |
| 1997       | Night Man                               | Roland Yates                     | díl: „Pilot: Part 1“                                   |
| 1997       | Beverly Hills, 90210                    | doktor Sturla                    | 2 díly                                                 |
| 1997       | Policie New York                        | Simon Lee                        | díl: „It Takes a Village“                              |
| 1998       | The Pretender                           | Lenny Duc                        | díl: „Collateral Damage“                               |
| 1998       | Show Jerryho Seinfelda                  | student                          | díl: „The Burning“                                     |
| 1998       | Báječný nový svět                       | Ingram                           | televizní film                                         |
| 1998       | Ally McBealová                          | strážník                         | díl: „Pacienti“                                        |
| 1998       | Advokáti                                | vypovídající strážník            | díl: „Axe Murderer“                                    |
| 1998       | Správná pětka                           | Ethan                            | díl: „Opposites Distract“                              |
| 1998       | Fantasy Island                          |                                  | díl: „Dreams“                                          |
| 1999       | Křížová výprava                         | John Matheson                    | 13 dílů                                                |
| 1999       | Walker, Texas Ranger                    | Kahn                             | díl: „The Lynn Sisters“                                |
| 2000       | Star Trek: Vesmírná loď Voyager         | Astronaut Gotana-Retz            | díl: „V jediném okamžiku“                              |
| 2000       | To je vražda napsala: Smrtonosný příběh | Everett Jang                     | televizní film                                         |
| 2001       | Druhá šance                             | spolupracovník                   | díl: „Won't Someone Please Help George Bailey Tonight“ |
| 2001       | Čarodějky                               | Yenlo                            | díl: „Enter the Demon“                                 |
| 2001       | Kriminálka Las Vegas                    | speciální agent Beckman          | díl: „Ellie“                                           |
| 2001-2003  | Angel                                   | Gavin Park                       | 12 dílů                                                |
| 2002       | Možná už zítra                          | Mr. Chung                        | díl: „Call Him Macaroni“                               |
| 2003       | Ve spádu událostí                       | agent Frears                     | TV movie                                               |
| 2003       | Street Time                             | Vo Nguyen                        | díl: „Born to Kill“                                    |
| 2003       | Miss Match                              | Clifford Kim                     | 4 díly                                                 |
| 2003–2004  | 24 hodin                                | Tom Baker                        | 11 díly                                                |
| 2003–2004  | Pohotovost                              | Ken Sung                         | 4 díly                                                 |
| 2003–2004  | Star Trek: Enterprise                   | Chang                            | 3 díly                                                 |
| 2004       | Beze stopy                              | Mark Hiroshi                     | díl: „Exposure“                                        |
| 2004       | Policejní odznak                        | Thomas Choi                      | díl: „Riceburner“                                      |
| 2004–2010  | Ztraceni                                | Jin-Soo Kwon                     | hlavní role, 1.–6. řada, 2 dílů                        |
| 2006       | Avatar: Legenda o Aangovi               | generál Fong (hlas)              | díl: „The Avatar State“                                |
| 2006       | Liga spravedlivých                      | Metron (hlas)                    | 2 díly                                                 |
| 2007–2008  | Lost: Missing Pieces                    | Jin-Soo Kwon                     | mini-seriál                                            |
| 2008       | Kmen Andromeda                          | Dr. Tsi Chou                     | mini-seriál                                            |
| 2010–2017  | Hawaii 5-0                              | Chin Ho Kelly                    | hlavní role, 1.–7. řada, 168 dílů                      |
| 2011       | G.I. Joe - Odpadlíci                    | Teddy Lee (hlas)                 | díl: „The Anomaly“                                     |
| 2012–2014  | Legenda Korry                           | Hiroshi Sato (hlas)              | 7 dílů                                                 |
| 2012       | Námořní vyšetřovací služba L. A.        | Chin Ho Kelly                    | díl: „Touch of Death“                                  |
| 2013       | Hollywood Game Night                    | Sám sebe                         | díl: „The One With the Friends“                        |
| 2015       | Bylo, nebylo                            | Zaměstnanec drive-through (hlas) | díl: „Temnota za městem“                               |
| 2017       | Big Pacific                             | vypravěč                         | 5 dílů                                                 |
| 2017       | MacGyver                                | Chin Ho Kelly                    | díl: „Flashlight“                                      |
| 2017–dosud | The Good Doctor                         |                                  | výkonný producent                                      |

| Rok  | Název                                          | Role               | Poznámky |
| ---- | ---------------------------------------------- | ------------------ | -------- |
| 2003 | Tenchu: Wrath of Heaven                        | Rikimaru           |          |
| 2006 | 24: The Game                                   | Agent Tom Baker    |          |
| 2006 | Saints Row                                     | Johnny Gat         |          |
| 2006 | Scarface: The World Is Yours                   | manažer fast foodu |          |
| 2007 | Avatar: The Last Airbender – The Burning Earth | generál Fong       |          |
| 2008 | Saints Row 2                                   | Johnny Gat         |          |
| 2010 | Apache Overdose Gangstar III                   | Mac Silver         |          |
| 2011 | Saints Row: The Third                          | Johnny Gat         |          |
| 2013 | Saints Row IV                                  | Johnny Gat         |          |
| 2013 | Apache Overdose Gangstar IV                    | Mac Silver         |          |
| 2015 | Saints Row: Gat out of Hell                    | Johnny Gat         |          |
| 2017 | Agents of Mayhem                               | Johnny Gat         |          |
| TBA  | Saints Row V                                   | Johnny Gat         |          |